# Kummerowia
Kummerowia é um género botânico pertencente à família Fabaceae.

## Espécies
- Kummerowia stipulacea (Maxim.) Makino
- Kummerowia striata (Thunb.) Schindl.